# Karl Binding
Karl Ludwig Lorenz Binding, né le 4 juin 1841 et décédé le 7 avril 1920, est un juriste allemand. Il publie avec le psychiatre Alfred Hoche, le livre Die Freigabe der Vernichtung Lebensunwertem Lebens (en français : Le droit de détruire la vie dénuée de valeur). Leurs travaux seront utilisés par le Troisième Reich pour défendre le programme d'euthanasie Aktion T4.